# Збірна Базеля з футболу
Футбольна команда «Базель XI» — збірна футболістів Базеля, які брали участь у п'яти турнірах Кубка ярмарків.
Змагання були започатковані 18 квітня 1955 року, а перший турнір тривав три роки. У ньому брала участь найкраща футбольна команда з кожного ярмаркового міста. Однак, оскільки правила дозволяли брати участь лише одній команді від кожного міста, було вирішено створити команду спеціально для цього турніру. По суті, були відібрані найкращі гравці з базельських клубів ФК «Базель», ФК «Нордштерн» і ФК «Конкордія».
4 червня 1955 року на стадіоні «Санкт-Якоб Парк» у Базелі відбувся перший матч збірної Базеля в Кубку. Базельська команда програла лондонській команді з рахунком 5:0 в присутності 12 тисяч глядачів. Другий матч через одинадцять місяців був програний з рахунком 0:1.

## Результати в Кубку ярмарків
| сезон   | Раунд    | Суперник      | Загалом | Перша гра | Друга гра |
| ------- | -------- | ------------- | ------- | --------- | --------- |
| 1955/58 | Група D  | Лондон XI     | 1:5     | 0:5 (Д)   | 0:1 (Г)   |
| 1955/58 | Група D  | Франкфурт XI  | 7:7     | 5:1 (Г)   | 2:6 (Д)   |
| 1958/60 | 1 раунд  | Барселона     | 3:7     | 1:2 (Д)   | 2:5 (Г)   |
| 1960/61 | 1 раунд  | КБ            | 0 4:11  | 1:8 (Г)   | 3:3 (Д)   |
| 1961/62 | 1 раунд  | Црвена Звезда | 2:5     | 1:1 (Д)   | 1:4 (Г)   |
| 1962/63 | 1 раундй | Баварія       | 0:6     | 0:3 (Д)   | 0 0:3 (Г) |

Загальний результат: 10 ігор, 0 перемог, 2 нічиї, 8 поразок, 10:34 голів (різниця м'ячів −24)

## Позначки
1. ↑  «Базель» не брав участі в матчі-відповіді. У результаті було зараховано рахунок 3:0 на користь «Баварії».